# Joseph Kerkhovens dritte Existenz

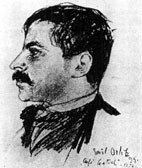
Jakob Wassermann
- 1873 † 1934

Joseph Kerkhovens dritte Existenz ist der letzte Roman von Jakob Wassermann. Das Werk, Ende Oktober 1933 beendet, wurde zunächst S. Fischer in Berlin vorgelegt, dann aber im Dezember 1933 dem Querido Verlag Amsterdam übergeben. Dort erschien es im Herbst 1934 postum.
Die Hauptfigur, der Arzt und Psychiater Joseph Kerkhoven, ist bereits aus Wassermanns Roman „Etzel Andergast“ bekannt. Kerkhovens Geschichte wird hier bis zu seinem Lebensende weitererzählt. Nachdem Kerkhovens Ehefrau Marie dem Gatten untreu gewesen war, kommt es zu der erneuten Annäherung und Versöhnung des Paares. Kerkhoven, dessen ehrgeiziges Forschungsprojekt die Untersuchung menschlicher Wahnwelten ist, zählt zu seinen Patienten auch den Schriftsteller Alexander Herzog. Kerkhoven hat ein Rezept gegen die schwere Nervenkrise Herzogs: Der Autor soll seine Ehegeschichte aufschreiben. Daraus wird ein umfänglicher Roman im Roman. Mit dem Text kann Herzog das Nervenleiden aber nicht überwinden. Der Patient zieht mit der zweiten Ehefrau Bettina in Kerkhovens Anstalt ein. Herzog und Marie einerseits sowie Kerkhoven und Bettina andererseits kommen einander menschlich näher.

## Zeit und Ort
Die Handlung setzt im Herbst 1929 in Lindow, einem Landgut nördlich von Berlin, ein. Über Fex, Zuoz, Sils-Maria, Chur und Rotterdam führt sie einerseits nach Steckborn, in das Haus Seeblick und andererseits ins 500 Kilometer davon entfernte Bucheggergut nach Ebenweiler. Das zeitliche Ende der Handlung ist aus dem Romantext nicht eruierbar. Es liegt nach 1930.

## Handlung
Weil Kerkhoven seine Frau Marie trotz ihrer Untreue sehr liebt, braucht er Abstand von ihr. Im Auftrag der holländischen Regierung geht er nach Java. Die Summe seiner Erfahrungen will er in dem Werk „Pathologie der Wahnvorstellungen und ihr Einfluß auf Religion, Gesellschaftsform und Gesetzgebung“ niederlegen. Dabei muss er konstatieren: Das eigene Hirn ist krank.
Marie veräußert Lindow und engagiert sich fortan für die Kindererziehung in verschiedenen Heimen in Berlin und in Süddeutschland. Neben ihrem Wohlfahrtswerk hat sie noch drei eigene Kinder – das Mädchen Aleid aus erster Ehe und zusammen mit Kerkhoven zwei Buben, 5- und 9-jährig.
Die Lebensgeschichte Herzogs (geb.1873), von der oben die Rede war, weist – nun breit vorgetragen – eine entscheidende Parallele zur Lebensgeschichte Kerkhovens auf – „den menschlichen Wahn“; genauer, die Konfrontation mit ihm und vor allem Versuche zu seiner Bewältigung. Herzog „hatte in frühem Kindesalter die Mutter verloren“. 1898 debütierte er mit dem Roman „Die Schatzgräber von Worms“. Alexander ist auf das Wohlwollen seines Verlegers angewiesen. Als ein Ausweg aus der Finanz-Misere tritt das junge Mädchen Ganna in Erscheinung. Ganna hilft tatkräftig nach, damit der Junggeselle Alexander seine Entscheidung für die Ehe fällen kann. Herzog meint, er heirate einen Teil des Vermögens von Gannas Vater, doch die Mitgift ist dann gar nicht so beträchtlich wie erhofft. Herzogs Roman ist ein Blick zurück – jedoch nicht im Zorn, sondern mehr in kopfschüttelnder Verwunderung: „Ich hätte sie [Ganna] noch in die Gewalt bekommen können, wenn ich … härter gewesen wäre“. Immerhin erkennt der Erzähler, dass er der Schwächere war. Leichthin geht er über seinen Makel hinweg: „In der Ehe gibt es … viele Gelegenheiten, keinen Charakter zu haben“. Schwache finden einen Ausweg. Für Herzog heißt der Bettina Merck. Die 17 Jahre jüngere ist Mutter von zwei Kindern und lässt sich von ihrem „beinahe gleichaltrigen Mann“ wegen Herzog scheiden und wird mittellos. Der Künstler Herzog ist angetan von Bettinas „nervenmäßigem Verständnis für alles Rhythmische“. Bettina will ihn glücklich machen und ihn entlasten. Ganna weint, Herzog hat keine Träne für seine Frau. Bettina wird schwanger. Ganna ist zuerst fassungslos und sodann gerührt. Herzog leitet nun auch seine Scheidung in die Wege. Dieser Prozess zieht sich über zwei Jahre hin. Ganna prozessiert gegen Herzog mit Hilfe einer Schar Anwälte. Doch an seinem 53. Geburtstag schenkt sie ihm die Scheidung. Sie prozessiert mit unverminderter Tatkraft weiter gegen Herzog, ficht die zweite Ehe Herzogs an. Der Angefeindete und Bettina sehen ein, er werde unterliegen. Bettina nimmt „die Sache in die Hand“.
Herzogs Roman ist zu Ende und Wassermann erzählt weiter von Kerkhoven. Herzog taucht als Patient mit Bettina bei Kerkhoven auf (s. o.) und legt dem Psychiater seinen Roman, Ganna oder die Wahnwelt untertitelt, vor. Erstaunt registriert Kerkhoven die Gemeinsamkeit des Arbeitsgebietes – die Wahnwelt. Der bestürzte Leser erfährt, Kerkhoven, der Todkranke, habe nicht mehr lange zu leben. Der Arzt hält den Befund zunächst geheim. Obwohl die Patientenschar des Psychiaters Kerkhoven beständig wächst, wird er von der Dorfbevölkerung angefeindet.
Die oben angedeutete – wohl mehr platonische – Vierecksbeziehung der Ehepaare Kerkhoven und Herzog zerrüttet zwar die beiden Ehen nicht, irritiert aber Herzog derart, dass er sich einmal kurzzeitig von Bettina lossagt und zwischenzeitlich nach Italien geht. Eine Wiederannäherung an Kerkhoven gelingt Herzog erst, als der Psychiater ihm als einzigem Menschen die Begrenzung seiner eigenen Lebenszeit – voraussichtlich 15 Monate – und die tödliche Krankheit, Endokarditis lenta, offenbart. Die beiden Männer werden Freunde. Herzog enttäuscht allerdings bald darauf Kerkhoven bitter, als der Patient während eines simplen Botendienstes jämmerlich versagt. Herzog verliert Kerkhovens Manuskript, das Lebenswerk des bedeutenden Psychiaters, auf einer Eisenbahnfahrt. Merkwürdigerweise hören die o. g. Anfeindungen mit dem Tage des unwiederbringlichen Verlustes des kostbaren Manuskriptes, eines Unikats, auf dessen Publikation die Fachwelt seit langem gespannt wartet, schlagartig auf.
Zwar bringt Wassermann noch einen Deus ex machina ins Spiel. Eine Patientin Kerkhovens hat die übernatürliche Fähigkeit, das Manuskript aus dem Diktat des Arztes zu rekonstruieren. Aber Kerkhovens „Willensglut“ erlischt.
Der Roman endet mit einem Lichtblick. Kerkhovens Stieftochter Aleid bringt wider Willen ein Kind zur Welt.

## Zitate
- Die Dichter sind unsere Schrittmacher.[7]
- Jede Frau, die man liebt, ist eine wiederauferstandene Mutter.[8]
- Mitleid ist eine Form der Verachtung.[9]
- Wir können der Natur nicht in die Werkstatt schauen.[10]
- Das ewige Sich-zusammen-Nehmen führt unvermeidlich in die Abschnürung, in die Lebensangst.[11]
- Mitgeteilt werden kann Erfahrung sowenig wie Schmerz.[12]
- Ich kann nicht heilig werden ohne Todsünde.[13]
- Leben heißt sein Herz verbrauchen.[14]
- Jeder von uns ist in jedem Augenblick gleich fähig zum Guten und zum Schlechten.[15]
- In der Nacht zu wandern, das reinigt das Gemüt.[16]

## Form
Hervorstechendes Merkmal des Romans ist der Roman des 59-jährigen Ich-Erzählers Herzog, der in den Text über die letzten Jahre Kerkhovens eingelegt ist. Darin erzählt Herzog hauptsächlich die Geschichte seiner Ehe mit der „weltfremden, tapsigen“ aber auch „rührenden“ Ganna. Das Streben dieser äußerst energiegeladenen Frau, die „keinen Widerspruch verträgt“, wird so akribisch berichtet, so schmerzhaft herausgestellt, dass neben ihr Kerkhoven, der Titelgeber des Romans, beinahe zum Rahmenfigur absinkt. Durch die eben angesprochene Diskrepanz leidet die Geschlossenheit der Form des Romans. Der Leser wird beunruhigt, ist hin- und hergerissen.
Daneben fällt noch anderes auf.
Wiederholung
Die Geschichte der verlassenen Ehefrau wird im Roman zweimal aufgegriffen. Erstens kämpft Selma Imst um ihren Ehemann, den Apotheker Karl Imst, der ein Verhältnis mit Jeanne Mallery hat. Viel intensiver und für den Leser nervenaufreibender wird diese Konstellation wiederholt im Kampf der Ganna Herzog (geb. 1878) um ihren Gatten Alexander, niedergeschrieben in dem Roman im Roman Alexander und Bettina. Ganna oder die Wahnwelt vom Ehebrecher Alexander selbst. Immerhin hat Ganna mit Alexander 19 Jahre gelebt. Die eine Geschichte wird in der anderen bis in alle wesentlichen psychologischen Details fortgeschrieben. Zum Beispiel können beide verlassene Frauen den jeweiligen Ehemann nicht lassen und verfallen in einen Wahn – probieren jede nur erdenkbare List, um sich dem Treulosen wieder anzunähern. In beiden Konstellationen sind die ehebrecherischen Männer „schwache Charaktere“.
Übersinnliches
Zwar wird Kerkhoven als exakter Naturwissenschaftler hingestellt, zwar ist fast alles im Roman erklärlich, doch da sind die kleinen Ausnahmen. Die Hellseherin Emilie Thirriot kurbelt das Geschehen an. Diese begabte Frau gibt den Untersuchungsbeamten im Giftmordprozess Imst/Mallery Fingerzeige auf Indizien. Unglaublich – alles Vorausgesagte stimmt.
Unbehagliches
Der Autor wollte das fertige Manuskript überarbeiten, hatte sich sogar darauf gefreut, kam aber nicht mehr dazu. So tritt an einigen Stellen noch Formschwäche zutage. Zum Beispiel, als der Autor den Schriftsteller Herzog über die Heiteren schreiben lässt: „… die dunklen Stunden der Heiteren sind oft viel dunkler als die der Dunklen.“ Oder – wieder aus der Feder Herzogs: „Wäre sie [Bettina] mir nicht der teuerste Mensch auf Erden gewesen, den missen zu sollen eine Vorstellung war, die ich nicht mehr ertrug, …“
Unausgegorenes
An manchen Stellen entsteht der Eindruck, der Text sei hastig hingeschrieben – z. B. wenn Herzog zusammenfasst: „Szene: Schwager Heckenasts Zimmer im Hotel. Dramatis personae: Heckenast, Hornschuh, Dr. Fingerling und ich.“
Appellation
Manchmal spricht Herzog den Leser an – z. B. „Ihr fragt, wie?“
Allwissenheit
Herzog schreibt einerseits eine Reminiszenz, eine Betrachtung des Lebens mit Ganna aus seiner Sicht, verfällt aber andererseits mitunter vom personalen Erzählstandpunkt in den auktorialen – z. B. schreibt er: „Ein lustvoller Schauder durchfährt Ganna, als sie die Aufforderung liest …“ Herzog war aber gar nicht zugegen; kann also nichts von der Gemütsbewegung wissen.

## Vier Existenzen
Der titelgebende Terminus Existenz erscheint an ganz wenigen Stellen im Text und wird zudem überhaupt nicht weiter ausgeführt.
Kerkhoven sagt: „Wenn ich meine Existenz hier in einer Formel ausdrücken müßte, würde ich sagen, sie erscheint mir als Vorbereitung für eine künftige andere, deren Umrisse nur allmählich sichtbar werden.“ Zugegeben, wir befinden uns bei dieser Erstnennung des Terminus noch im 26. von 156 Kapiteln. Im 65. Kapitel dann wird der Leser wieder mit dem Begriff konfrontiert. Und zwar, damals, im zweiten Band der Romantrilogie, als es auch um Kerkhovens Freund Irlen ging, befand sich Kerkhoven in seiner ersten Existenz. Daraus kann vielleicht geschlossen werden, vorliegender dritter Band behandelt anfangs und vielleicht noch in der Mitte Kerkhovens zweite Existenz. Wenn das stimmt, was hat es mit der dritten auf sich?
Eine Präzisierung steht am Ende des 103. Kapitels. Kerkhovens zweite Existenz begann tatsächlich nach dem Tode Irlens. Und Kerkhovens dritte Existenz beginnt genau zu dem Zeitpunkt, als er sich seiner tödlichen Krankheit sicher ist. Mystisch: Kerkhoven vermutet seine „vierte Existenz“ in einer „Dimension“, in die er im Sterben „hinüberatmen“ wird.

## Wörter
- Jeder Brief bewirkt in ihrem Herzen eine wahre Kopforgie.[26]
- die preußische Kurzangebundenheit[27]
- Selbst der Leser mit philosophischen Grundkenntnissen kommt nicht mehr richtig mit, wenn Wassermann über den Surrogat-Glauben schreibt und von der Welthorme, die über das Protoplasma siegt.[28]

## Ungereimtes
- Kerkhoven ist Jahrgang 1880 und Etzel Jahrgang 1908.[29] Auf einmal ist zu Romananfang Kerkhoven 49 und Etzel 23 Jahre alt.[30]
- Penzlauer Berg[31]
- Bekanntlich hat sich Wassermann von Medizinern beraten lassen.[32] Im Text benennt der Autor Kerkhovens Krankheit aber mit „Endokarditis lenta, eine allmähliche Blutzersetzung“.[33]

## Selbstzeugnis
30. Oktober 1933: „7.30 abends. Vor 25 Minuten habe ich den Roman ‚Joseph Kerkhovens dritte Existenz‘ beendet. Im Mai 1932 habe ich das Buch begonnen.“

## Rezeption
- Oskar Loerke, seinerzeit Lektor bei S. Fischer, empfand am 5. November 1933 den Roman ergreifend wegen der vielen unsachlichen Probleme darin.[35]
- Der Roman sei „eine einzige Autobiographie, das Selbstgespräch des Dichters am Ende seines Weges.“[36]
- Der Roman sei eigenartig. Mit dem Roman des Schriftstellers Herzog, mitten im Roman breit angelegt, habe sich Wassermann selbst dargestellt. Ganna sei nach Julie (Julie Speyer) und Bettina nach Marta gestaltet.[37]

## Buchdruck
Anno 1995 ging in Nördlingen der Druckfehlerteufel um.
- „… die Empfindung …, die ihren Sitz in den Neven hat.“[38]
- Ich bin „ein Gepensterseher“.[39]

## Trilogie
Das Werk umfasst die Romane
- Der Fall Maurizius (1928)
- Etzel Andergast (1931)
- Joseph Kerkhovens dritte Existenz

## Bearbeitung fürs Musiktheater
- Jörg W. Gronius (Libretto) / Hans Kraus-Hübner (Musik): Ganna oder die Wahnwelt. Oper in 4 Akten (2005/06). UA 18. Oktober 2007 Fürth (Stadttheater; zum 1000-jährigen Stadtjubiläum)